# Districts de Colombie
Ne doit pas être confondu avec Washington (district de Columbia).
| Bogota, · Distrito Capital Barranquilla, · Distrito Especial, Industrial y Portuario Carthagène des Indes, · Distrito Turístico, Histórico y Cultural Santa Marta, · Distrito Turístico, Cultural e Histórico Buenaventura, · Distrito Especial, Industrial, Portuario, Biodiverso y Ecoturístico |

Carte des districts de Colombie
Les districts de Colombie sont des entités territoriales qui ont une caractéristique qui les démarque ou les distingue des autres, tels que leur importance politique, commerciale, historique, touristique, culturelle, industrielle, environnementale, portuaire, universitaire ou frontalière.

## Historique
Le premier district créé en Colombie a été le Distrito Federal de Bogotá, en 1861, qui fut le précurseur du Distrito Especial de Bogotá en 1954. Beaucoup plus tard, la Constitución de Constitution de 1991, dans son article 356, créa les districts des trois principales villes du nord du pays : Barranquilla, Carthagène des Indes et Santa Marta.
La constitution de 1991 a également changé le nom de Bogotá pour celui de « Santafé de Bogotá, Distrito Capital », qui a changé à nouveau en 2000 pour « Bogotá, Distrito Capital », faisant disparaître la référence à Santafé héritée de l'époque coloniale.
En juillet 2007, l'acte législatif 02 a modifié la Constitution et crée de nouveaux districts à Cúcuta, Popayán, Tunja, Buenaventura, Turbo et Tumaco. Cependant, une grande partie de cette loi a été déclarée inconstitutionnelle  en 2009. Ne sont alors reconnu que les districts de Bogota, Barranquilla, Santa Marta, Carthagène des Indes et Buenaventura.

## Liste et dénominations complètes
- Bogota : Distrito Capital.
- Barranquilla : Distrito Especial, Industrial y Portuario.
- Carthagène des Indes : Distrito Turístico, Histórico y Cultural.
- Santa Marta : Distrito Turístico, Cultural e Histórico.
- Buenaventura : Distrito Especial, Industrial, Portuario, Biodiverso y Ecoturístico.